# Neoopisthopterus tropicus
Neoopisthopterus tropicus är en fiskart som först beskrevs av Hildebrand, 1946.  Neoopisthopterus tropicus ingår i släktet Neoopisthopterus och familjen sillfiskar. IUCN kategoriserar arten globalt som livskraftig. Inga underarter finns listade i Catalogue of Life.